# Trælborg

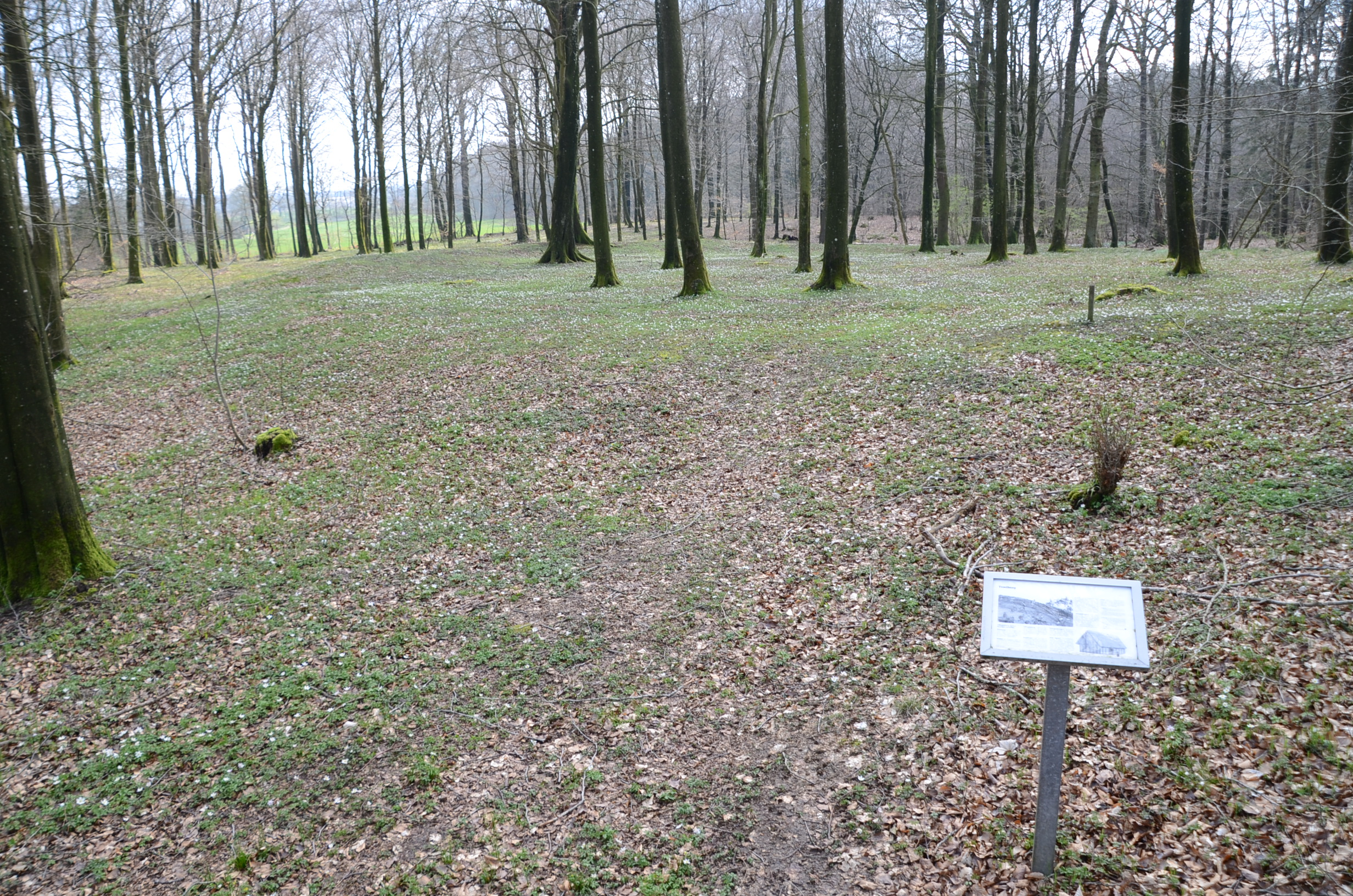
Trælborg 2023

Die Trælborg ist eine unregelmäßige eisenzeitliche Ringburg im Wald von Veerst, nordöstlich von Vejen in der Region Syddanmark in Jütland in Dänemark.
Das an die beiden Trelleborgen (Trelleborg (Slagelse), Trelleborg (Burg)) erinnernde Präfix ist in Dänemark, Norwegen und Schweden (Träleborg) häufiger anzutreffen (auch als Ortsname).
Die Trælborg wurde auf der Südostseite einer Hügellandschaft östlich der mitteljütischen Wasserscheide angelegt. Sie besteht aus einem niedrigen etwa ovalen Ringwall unregelmäßiger Form, der dem Geländeprofil folgt. Er hebt sich nur etwa 0,20 bis 0,75 m über dem Waldboden, ist etwa 5,0 m breit und hat einen Außendurchmesser von etwa 40 × 50 m. Ein Teil der Erde wurde aus einem flachbodigen Graben geholt, der oben eine Breite von 2,0 bis 3,0 m hat und die Burg umschließt. Der Graben ist immer trocken gewesen, da der Höhenunterschied der Bodensohle um 2 m variiert. Bevor die Trælborg angelegt wurde, hatte an der Stelle ein Langhaus gestanden, das teilweise von dem Wall überschnitten wurde. Im Haus fand man Gegenstände aus der Zeit um 500 n. Chr., in der wahrscheinlich die Anlegung des Ringwalles erfolgte. Das Gebäude hatte eine Länge von 8,0 m. Mit einer Feuerstätte in der Mitte und gebogenen Längsseiten entspricht es dem Typ, der für die großen Wikingerburgen kennzeichnend ist.
Die Ridebanen bei Skive hat einige Gemeinsamkeiten mit der Trælborg.

## Etymologie
Zum Namen gibt es verschiedene Deutungen. Traditionell wurde der Name Trelleborg als eine von Sklaven erbaute Befestigung erklärt (das dänische Wort für Sklave ist træl). Andererseits könnte der Namen von der Bauart stammen. Die gespaltenen Balken, zur Verkleidung der Innen- und Außenwände der Wallanlage wurden früher als „treller“ bezeichnet. Damit würde der Name etwa „Stabburg“ im Sinne von Palisadenburg lauten.